# Nalle Puhs film – Nya äventyr i Sjumilaskogen
Nalle Puhs film – Nya äventyr i Sjumilaskogen (engelska: Winnie the Pooh) är en amerikansk animerad familjefilm från 2011, regisserad av Stephen J. Anderson och Don Hall och producerad av Walt Disney Animation Studios. Den är inspirerad av A.A. Milnes historier om Nalle Puh.
Filmen hade biopremiär den 6 april 2011 i Belgien, den 15 juli det året i USA och den 21 oktober samma år i Sverige.

## Handling
Den honungsälskande nallebjörnen Puh och hans vänner har fått ett uppdrag av Uggla och ger sig av på ett helt nytt äventyr i Sjumilaskogen. Med hjälp av vännerna Tiger, Kanin, Nasse, Kängu, Ru och I-or, ger sig Puh ut för att leta efter I-ors svans, som har försvunnit. Det blir en hektisk dag för en björn som egentligen bara skulle ut och leta efter lite honung.

## Rollista
| Figur             | Originalröst           | Svensk originalröst |
| ----------------- | ---------------------- | ------------------- |
| Berättaren        | John Cleese            | Christian Fex       |
| Nalle Puh         | Jim Cummings           | Jan Jönson          |
| Nasse             | Travis Oates           | Michael Blomqvist   |
| Tiger             | Jim Cummings           | Rolf Lydahl         |
| Kanin             | Tom Kenny              | Charlie Elvegård    |
| I-or              | Bud Luckey             | Bengt Skogholt      |
| Uggla             | Craig Ferguson         | Per Svensson        |
| Kängu             | Kristen Anderson-Lopez | Ayla Kabaca         |
| Ru                | Wyatt Hall             | Oskar Romson        |
| Christopher Robin | Jack Boutler           | Erik Enger Karlson  |
| Baxen             | Huell Howser           | Ulf Isenborg        |

## Soundtrack
| Nummer | Engelsk titel                         | Framförd av                                              | Svensk titel                     | Framförs av | Längd |
| ------ | ------------------------------------- | -------------------------------------------------------- | -------------------------------- | --- | ----- |
| 1.     | Winnie the Pooh                       | Zooey Deschanel och M. Ward                              | Nalle Puh                        | Jessica Pilnäs | 2:32  |
| 2.     | The Tummy Song                        | Jim Cummings                                             | Puhs sång till magen             | Jan Jönson | 1:07  |
| 3.     | A Very Important Thing to Do          | Zooey Deschanel                                          | Nåt väldigt viktigt att få gjort | Annica Edstam och Jessica Pilnäs | 0:47  |
| 4.     | The Backson Song                      | Cast of Winnie the Pooh                                  | Sången om Baxen                  | Ayla Kabaca Bengt Skogholt Charlie Elvegård Jan Jönson Michael Blomqvist Oskar Romson Per Svensson Rolf Lydahl                                  | 2:55  |
| 5.     | It's Gonna Be Great                   | Bud Luckey och Jim Cummings                              | Det kommer bli bra               | Bengt Skogholt och Rolf Lydahl | 2:05  |
| 6.     | Everything Is Honey                   | Jim Cummings Kristen Anderson-Lopez Robert Lopez         | Livet är som honung              | Annica Edstam Jan Jönson Michael Blomqvist Ayla Kabaca Charlie Elvegård Erik Enger Karlson Oskar Romson Per Svensson Rolf Lydahl Bengt Skogholt | 2:00  |
| 7.     | Pooh's Finale                         | Robert Lopez Zooey Deschanel the cast of Winnie the Pooh |                                  | | 1:05  |
| 8.     | So Long                               | Zooey Deschanel och M. Ward                              |                                  | | 3:28  |
| 9.     | Huvudtiteln/Winnie the Pooh           | Zooey Deschanel och M. Ward                              |                                  | | 2:24  |
| 10.    | Pooh Greets the Day                   |                                                          |                                  | | 2:46  |
| 11.    | Get You Tiggerized!                   |                                                          |                                  | | 2:08  |
| 12.    | Woods and Words/The Backson Song      |                                                          |                                  | | 3:41  |
| 13.    | Eeyore Needs His Tail/The Winner Song | the cast of Winnie the Pooh                              | Vinnarsången Finalen             | Annica Edstam Jan Jönson Michael Blomqvist Ayla Kabaca Charlie Elvegård Erik Enger Karlson Oskar Romson Per Svensson Rolf Lydahl Bengt Skogholt | 2:08  |
| 14.    | Picnic and Beehive Chase              |                                                          |                                  | | 2:26  |
| 15.    | Hundred Acre Spy Game                 |                                                          |                                  | | 3:34  |
| 16.    | Stuck in the Pit/Balloon Chase        |                                                          |                                  | | 4:04  |
| 17.    | A Honey Happy Ending                  |                                                          |                                  | | 2:44  |
| 18.    | Winnie the Pooh Suite                 |                                                          |                                  | | 4:38  |

### Fotnoter
1. 1 2 3 4 5 6 7 8 9 10 11 12 13 14 15 16 17 18 19 20  Winnie the Pooh, 6 april 2011, eftertexter.[källa från Wikidata]
2. 1 2  Winnie the Pooh, 6 april 2011, förtexter.[källa från Wikidata]
3. ↑  läs online, www.d-zine.se .[källa från Wikidata]
4. 1 2 3  Box Office Mojo, läs online, läst: 22 maj 2022.[källa från Wikidata]
5. ↑  ”Nalle Puhs film – Nya äventyr i Sjumilaskogen”. Disneyania. 19 mars 2011. http://www.d-zine.se/filmer/nallepuhsfilm.htm. Läst 20 augusti 2016.